# 加藤出
加藤 出（かとう いずる、1965年 - ）は、日本のエコノミスト、実業家。東短リサーチ株式会社代表取締役社長 チーフエコノミスト。

## 来歴・人物
1965年山形県生まれ。1988年横浜国立大学経済学部卒業後、東京短資入社。短期金融市場の仲介業務と東短リサーチ研究員を兼務後、2002年より東短リサーチ取締役。同年に米国ニューヨークの大和総研アメリカ、ライトソンICAP（Fedウォッチ・シンクタンク）にて客員研究員。2013年より東短リサーチ株式会社代表取締役社長に就任した。また、2002年ニューヨーク、2010年ロンドン、2011年上海に駐在するなどマネーマーケットの現場の視点から各国の金融政策や金融のデジタル化を分析している。
NHK総合「視点論点」、テレビ東京「モーニング・サテライト」、BSテレ東「日経ニュース・プラス9」、BS・TBS「Bizスクエア」等にコメンテーターとして出演。
また、日本経済新聞、朝日新聞、日経ヴェリタス、週刊ダイヤモンド、公研等に寄稿しており、ダイヤモンド・オンライン「金融市場異論百出」、日経ヴェリタス「異見達見」、公研「めいんすとりいと」等の連載コラムがある。
講師歴
2007～2008年度
東京理科大学経営学部非常勤講師
2009年度
中央大学商学部兼任講師
2020～2021年度
成蹊大学経済学部非常勤講師

## 著書
- 「日銀は死んだのか？」（日本経済新聞社　2001年）
- 「東京マネーマーケット」（有斐閣 共著　2002年 2009年 2019年）
- 「だだちゃ豆と大リーグで読み解く金融市場」（ダイヤモンド社　2004年）
- 「バーナンキのFRB」（ダイヤモンド社 共著　2006年）
- 「日銀『出口』なし！」（朝日新書　2014年）
- 「図解とQ&Aですっきりわかるマイナス金利」（監修 宝島社　2016年）
- 「デジタル化する世界と金融」（きんざい 共著　2020年）